# Herondas
Herondas (em grego Ηρώνδας) ou Herodas de Cós (ou Siracusa). Nasceu em 270 a.C., contemporâneo de Asclepíades de Samos (Ασκληπιάδης).